# Барон Маскерри
Барон Маскерри (англ. Baron Muskerry) — наследственный титул в системе Пэрства Ирландии.

## История
Титул барона Маскерри был создан 5 января 1781 года для ирландского политика, сэра Роберта Дина, 6-го баронета (1745—1818). Ранее он заседал в Ирландской Палате общин от Карисфорта (1771—1776) и графства Корк (1776—1781). В 1783—1785 годах — великий магистр Великой ложи Ирландии. Его правнук, Гамильтон Мэтью Тилсон Фицморис Дин-Морган, 4-й барон Маскерри (1854—1829), сидел в Палате лордов Великобритании в качестве ирландского пэра-представителя с 1892 по 1929 год. После смерти в 1954 году его младшего сына, Мэтью Чичестера Сесила Фицмориса Дина-Моргана, 6-го барона Маскерри (1875—1954), эта линия семьи прервалась. Ему наследовал его двоюродный брат, Мэтью Фицморис Тилсон Дин, 7-й барон Маскерри (1874—1966). Он был сыном достопочтенного Гастингса Фицмориса Дина, третьего сына третьего барона. По состоянию на 2014 год носителем титула являлся его внук, Роберт Фицморис Дин, 9-й барон Маскерри (род. 1948), который стал преемником своего отца в 1988 году. Нынешний лорд Маскерри проживает в Южной Африке.
Титул баронета Дина из Маскерри в графстве Корк (Баронетство Ирландии) был создан 10 марта 1710 года для Мэтью Дина (ок. 1626—1711), прапрадеда первого барона Маскерри. Его внук, сэр Мэтью Дин, 3-й баронет (ок. 1680—1747), заседал в Ирландской Палате общин от Шарлевиля (1713—1715) и графства Корк (1728—1747). Его преемником стал его старший сын, сэр Мэтью Дин, 4-й баронет (ок. 1706—1751). Он представлял город Корк в парламенте Ирландии (1739—1751). После его смерти титул перешел к его младшему брату, сэру Роберту Дину, 5-му баронету (ок. 1707—1770). Он заседал в Ирландской Палате общин от Таллоу (1757—1768) и Карисфорта (1769—1770). В 1768 году он стал членом Тайного совета Ирландии. Его преемником стал его сын, вышеупомянутый сэр Роберт Дин, 6-й баронет (1745—1818), который в 1781 году был возведён в звание пэра с титулом барона Маскерри.
Семейная резиденция — замок Спрингфилд вблизи Дромколлихера в графстве Лимерик.

## Баронеты Дин из Маскерри (1710)
- 1710—1711:  Сэр Мэтью Дин, 1-й баронет (ок. 1626 — 10 июня 1711)[1]
- 1711—1712:  Сэр Роберт Дин, 2-й баронет (умер 14 сентября 1712), сын предыдущего[2]
- 1712—1747:  Сэр Мэтью Дин, 3-й баронет[англ.] (ок. 1680 — 11 марта 1747), сын предыдущего[3]
- 1747—1751:  Сэр Мэтью Дин, 4-й баронет[англ.] (ок. 1706—1751), старший сын предыдущего[4]
- 1751—1770:  Сэр Роберт Дин, 5-й баронет[англ.] (ок. 1707 — 7 февраля 1770), второй сын 3-го баронета, младший брат предыдущего[5]
- 1770—1818:  Сэр Роберт Тилсон Дин, 6-й баронет[англ.] (29 ноября 1745 — 25 июня 1818), старший сын предыдущего, барон Маскерри с 1781 года[6].

## Бароны Маскерри (1781)
- 1781—1818:  Роберт Тилсон Дин, 1-й барон Маскерри[англ.] (29 ноября 1745 — 25 июня 1818), старший сын сэра Роберта Дина, 5-го баронета[6]
- 1818—1824: Генерал-майор  Джон Томас Фицморис Дин, 2-й барон Маскерри (27 сентября 1777 — 24 декабря 1824), старший сын предыдущего[7]
- 1824—1868:  Мэтью Фицморис Дин, 3-й барон Маскерри (29 марта 1795 — 19 мая 1868), младший брат предыдущего[8]
- 1868—1929:  Гамильтон Мэтью Тилсон Фицморис Дин-Морган, 4-й барон Маскерри (18 мая 1854 — 9 июня 1929), единственный сын достопочтенного Роберта Тилсона Фицмориса Дина-Моргана (1826—1857), старшего сына предыдущего[9]
- 1929—1952:  Роберт Мэтью Фицморис Дин-Морган, 5-й барон Маскерри (14 ноября 1874 — 12 июля 1952), второй сын предыдущего[10]
- 1952—1954:  Мэтью Чичестер Сесил Фицморис Дин-Морган, 6-й барон Маскерри (3 ноября 1875 — 3 мая 1954), третий сын 4-го барона Маскерри, младший брат предыдущего[11]
- 1954—1966:  Мэтью Фицморис Тилсон Дин, 7-й барон Маскерри (30 июля 1874 — 2 ноября 1966), единственный сын достопочтенного Мэтью Джеймса Гастингса Фицмориса Дина (1831—1907), внук 3-го барона Маскерри[12]
- 1966—1988:  Гастингс Фицморис Тилсон Дин, 8-й барон Маскерри (12 марта 1907 — 14 октября 1988), третий (младший) сын предыдущего[13]
- 1988 — настоящее время:  Роберт Фицморис Дин, 9-й барон Маскерри (род. 26 марта 1948), единственный сын предыдущего[14]
  - Наследник титула: достопочтенный Джонатан Фицморис Дин (род. 7 июня 1986), единственный сын предыдущего[15].